# Apple Lossless
Apple Lossless (также известный как Apple Lossless Encoder, ALE, или Apple Lossless Audio Codec, ALAC) — открытый аудиокодек для сжатия без потерь качества (lossless) цифровой музыки, разработанный Apple.
Данные, сжатые Apple Lossless, хранятся в контейнере MP4 с расширением .m4a. Хотя Apple Lossless имеет такое же расширение файла, как AAC (сжатие с потерями) от Fraunhofer IIS, это не AAC: данный кодек схож с другими lossless-кодеками, такими, как FLAC и др.
Плееры iPod с док-разъёмами и свежей прошивкой могут воспроизводить звук формата ALAC (iPod shuffle 4-го поколения с прошивкой 1.01 тоже воспроизводит Apple Lossless).
Apple Lossless Encoder был представлен в качестве одного из компонентов QuickTime 6.5.1 28 апреля 2004 года, позже — как функция iTunes 4.5. Кодек используется также в AirPort Express в приложении AirTunes.
Тесты показали, что сжатые ALAC-файлы получаются размером примерно от 40 % до 60 % размера оригиналов в зависимости от вида музыки, подобно другим lossless-форматам. Кроме того, скорость, с которой он может быть декодирован, делает его полезным для устройств с низкой производительностью, таких как iPod.
Декодер для формата Apple Lossless есть в свободной библиотеке libavcodec. Это означает, что любой мультимедийный проигрыватель на основе этой библиотеки, включая медиапроигрыватель VLC и MPlayer, может проигрывать Apple Lossless-файлы.
В кодеке не используются какие-либо специфические средства цифрового управления правами (DRM), но использование DRM возможно, поскольку предусмотрено форматом контейнера.
27 октября 2011 года Apple открыла исходный код, который доступен в официальном репозитории проекта Apple Lossless Audio Codec (ALAC) на Mac OS Forge под лицензией Apache 2.0 license.